# Taifa de Zaragoza

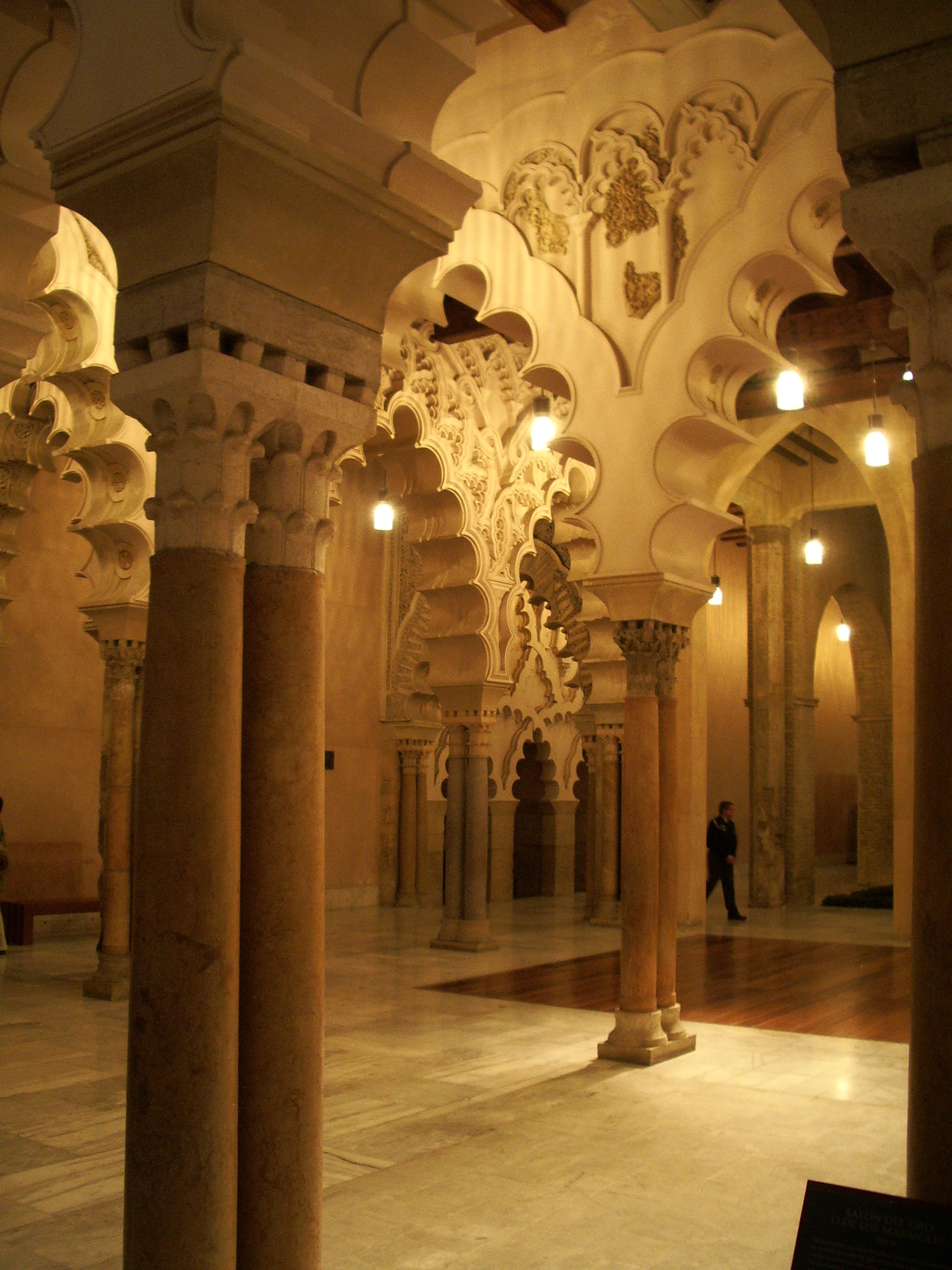
Vista nocturna de las estancias de La Aljafería, el palacio que mandó erigir el rey Al-Muqtádir en 1065.

La Taifa de Saraqusta (Taifa de Zaragoza o Reino de Zaragoza) fue una taifa independiente entre 1018 y 1110 —esto es, desde la desintegración del califato de Córdoba a principios del siglo XI hasta que fue conquistada por los almorávides en 1110—, que experimentó un extraordinario auge político y cultural con los reinados de Al-Muqtádir, Al-Mutaman y Al-Mustaín II en la segunda mitad de dicho siglo.
El legado intelectual y artístico más sobresaliente se podría resumir en la construcción del Palacio de la Aljafería y en la creación de la primera escuela estrictamente filosófica andalusí, cuya figura descollante es Avempace, que nació en Zaragoza entre 1070 y 1080, y tuvo que emigrar de la ciudad hacia 1118 tras la conquista cristiana.

## Historia de Saraqusta

Extensión de la Taifa de Zaragoza hacia 1080.

### La Marca Superior en época de los emiratos

#### Periodo del Emirato Dependiente
En el año 714 la ciudad es ocupada por el ejército musulmán al mando de Tariq y su jefe, Muza, pasando a formar parte del Califato omeya de Damasco y del Emirato Dependiente con capital en Córdoba. Desde ese año Saraqusta fue un puesto avanzado en la lucha contra los cristianos del norte, que se refugiaron en los valles pirenaicos de Ansó, Hecho, Sobrarbe y Ribagorza. Hacia el 720 todo el valle del Ebro y las ciudades más importantes de la ulterior región de Aragón estaban dominadas por el islam.
Con la derrota ante los francos en Poitiers en 732, la frontera norte se estabilizó, y Saraqusta se constituyó en provincia fronteriza bajo la denominación de Marca Superior. Zaragoza administraba un territorio que comprendía ciudades tales como Huesca, Tudela, Calatayud o Barbastro, al frente del cual estaba el sahib de Saraqusta, que ejercía el gobierno en nombre del emir andalusí dependiente del califa de Damasco. Su lejanía a la capital emiral y su función de baluarte defensivo confirió a Saraqusta cierta autonomía política, a menudo reconocida por el poder central cordobés, pues en lo militar favorecía tomar decisiones rápidas y ejecutar eficazmente iniciativas bélicas.

#### Periodo del Emirato Independiente
Con la proclamación de Abderramán I en 756 como emir, se produce una ruptura con el Califato abasí de Bagdad. Empieza la época del Emirato Independiente y Abderramán I rigió un territorio autónomo, conocido a partir de ahora como al-Ándalus y que en el Valle del Ebro provocó rebeliones contra el poder central. A la vez comienza la presión de los cristianos de los marquesados y condados de la Marca Hispánica que dependían del poder carolingio. En la segunda mitad del siglo VIII lograron tomar Urgel, La Cerdaña y Gerona, y en el año 801, Barcelona.

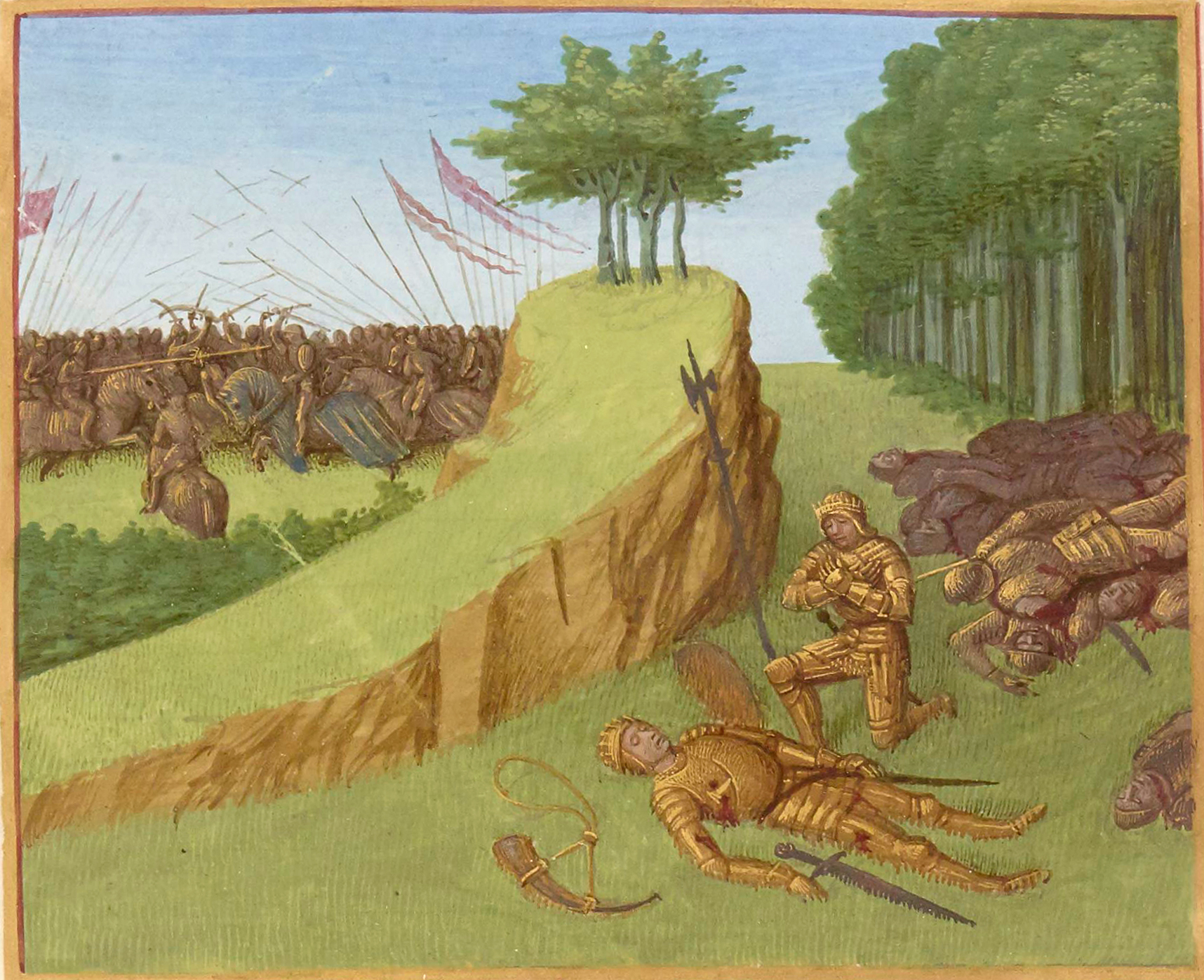
Muerte de Roldán, miniatura de la obra Grandes Crónicas de Francia, por Jean Fouquet.

El interés de Carlomagno en los asuntos hispánicos le movió a apoyar una rebelión de Sulaymán al-Arabi, el gobernador de Zaragoza, que pretendía alzarse a emir de Córdoba con el apoyo de los francos a cambio de entregar al franco la plaza de Saraqusta. Carlomagno llegó en el año 778 a las puertas de la ciudad del Ebro. Sin embargo, una vez allí, el valí de Zaragoza, Husayn se negó a franquearle la entrada al ejército carolingio. Debido a la complejidad que supondría un largo asedio a una plaza tan fortificada, con un ejército tan alejado de su centro logístico, los francos comenzaron la marcha de regreso camino de Pamplona, posiblemente destruyendo a su paso las fortificaciones de esta ciudad. Posteriormente tomó el paso de Roncesvalles hacia su territorio. Mientras la columna carolingia cruzaba por este estrecho puerto fueron atacados en su retaguardia por contingentes vascones emboscados en las zonas escarpadas, que saquearon su impedimenta y causaron numerosas bajas entre los retenes encargados de defender los bagajes. Este hecho histórico, sucedido el 15 de agosto de 778 es conocido como la batalla de Roncesvalles, y fue el origen de la leyenda que dio lugar al Cantar de Roldán (Chanson de Roland), el cantar de gesta medieval más importante de la literatura francesa.
Desde mediados del siglo IX hasta mediados del X la Marca Superior fue la provincia más hostil a la dinastía Omeya, con continuas insurrecciones frente al poder emiral encabezadas por rebeldes árabes yemeníes. Para sofocarlas, los emires omeyas se apoyaron en los principales señores muladíes, sobre todo en los Banu Qasi, cuyo origen estaba en el oeste de la región, en la zona de la actual Tudela. Estos se aliaron a principios del s. IX con los Íñigo de Pamplona, cristianos vascones con quienes mantenían lazos familiares, con el objeto de resistir a las dos potencias del momento en esta zona: la omeya y la carolingia.

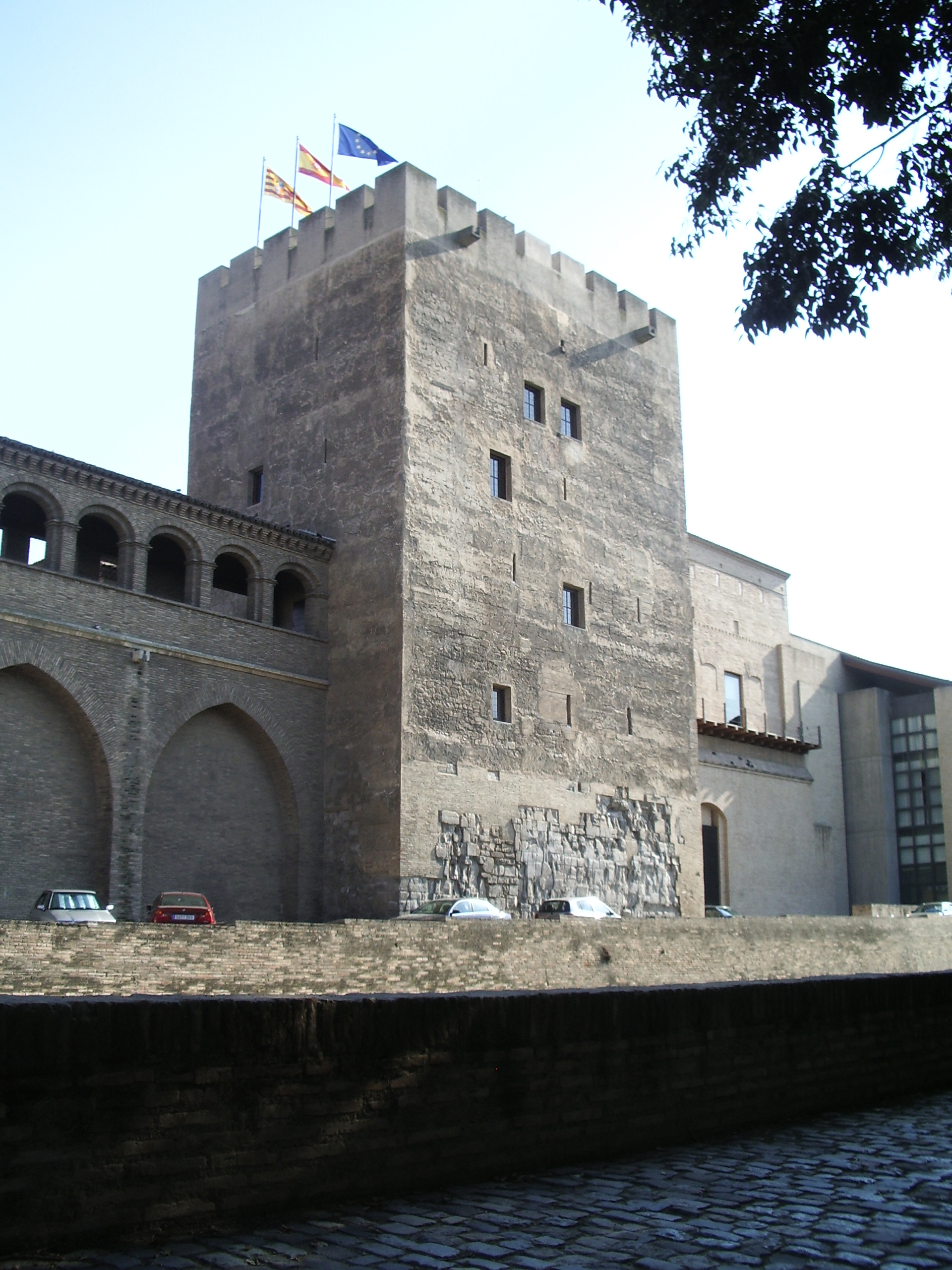
Torre del Trovador de La Aljafería,

El carácter fronterizo hacía que la Marca Superior fuera el escenario de la lucha entre francos y andalusíes por delimitar sus dominios en esta región limítrofe, resultando de ello continuos cambios de alianzas de las que salieron reforzados los Banu Qasi, hasta el punto de que estos eran ya dinastía hegemónica a mediados del S. IX. Todo lo cual se vio confirmado con el nombramiento en el año 852 por parte del recientemente proclamado emir Mohamed I, de Musa ben Qasi como gobernador de la importante Tudela y, poco después, de la capital, Zaragoza.
Esta es la época gloriosa de Musa II, el famoso "moro Muza" de la tradición cristiana, pues ejerció su dominio sobre toda la Marca y fortaleció su autoridad creando un auténtico principado y autodenominándose "tercer rey de España", siendo los otros el emir Mohamed I y el rey de Asturias, Ramiro I de Asturias hasta 850 y Ordoño I posteriormente. Esta situación duró hasta 860, en que Musa ben Qasi fue derrotado por Ordoño I en Monte Laturce, con lo que el emir le destituyó del gobierno de la Marca. Paralelamente, se produce el auge del reino de Pamplona, que consigue liberarse de la presión del Islam. En el año 872 los hijos de Musa II se sublevan contra él: Lope Musa se levantó en Arnedo y tomó Zaragoza con ayuda de sus hermanos.
La autonomía de la Zaragoza de los Banu Qasi se mantuvo hasta que, tras numerosas discordias familiares, Mohamed I decidió ponerle fin comprándoles Zaragoza en 884 por 15 000 dinares de oro. La decadencia de su poder se hacía efectiva y en 890, los Tuyibíes, yemeníes que desde la invasión musulmana habían medrado en su solar de la zona de Calatayud y Daroca, obtuvieron el gobierno de Zaragoza en la persona de Muhammad Alanqar.

### La Marca Superior bajo el califato omeya
En el año 924, Abderramán III impuso su autoridad sobre los señores locales desalojando a los Banu Qasi de su último reducto de Tudela e imponiendo en él al tuyibí de Zaragoza Muhammad Alanqar, cuya dinastía mantuvo el gobierno de Saraqusta durante más de un siglo. Pero los nuevos señores de Zaragoza continuaron con la tendencia independentista frente al poder central.

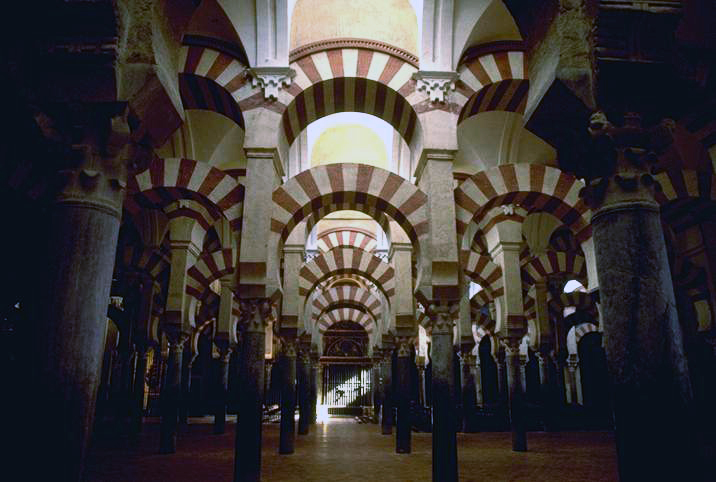
Mezquita de Córdoba

En 929 Abderramán III se proclama califa e intenta asegurarse el control de las provincias más alejadas de Córdoba, pero los tuyibíes se rebelaron en diversas ocasiones, siendo reprimidos por expediciones califales en los años 935 y 937. El conflicto se resolvió con un compromiso de Muhámmad ibn Háshim at-Tuyibi de mantenerse fiel a Córdoba a cambio de un régimen de protectorado, que aseguraba a la Marca cierta autonomía respecto del poder central. Este régimen especial se mantuvo durante el s. X y, de alguna manera, enlazó con la disgregación del califato en reinos de taifas de principios del s. XI.
La segunda mitad del siglo X estuvo caracterizada por un periodo de paz y lealtad al Califa y el predominio de árabes sobre muladíes y cristianos en la Marca Superior. A finales de siglo X los tuyibíes incorporan a su territorio Huesca y Barbastro, distrito que había sido gobernado por la dinastía muladí de los Banu Sabrit desde los inicios del dominio Banu Qasi en Zaragoza a principios del siglo IX.
En el último cuarto del siglo X, el periodo regido por Almanzor, se estableció un férreo régimen militarista que impuso la hegemonía del estado centralista cordobés en toda la península, sofocando cualquier resistencia a la autoridad califal con energía. Zaragoza se constituyó en este periodo en base principal de operaciones contra los cristianos del norte, pero con la unificación del nuevo rey pamplonés Sancho III el Mayor (1004-1035), que regía tierras navarras y aragonesas bajo su cetro, y la crisis del califato, los reinos surgidos de la descomposición de las marcas califales llevarían a un periodo de plena independencia de la taifa de Zaragoza, hecho que sucedió en 1018, siendo el primer reino taifa en hacerlo.

### La Taifa Tuyibí
La guerra civil en Córdoba, a principios del siglo XI, no dejó de afectar a la región y, como en el resto de la España musulmana, el derrumbamiento de la dinastía Omeya condujo a la constitución de un estado independiente o taifa, cuya capital era Zaragoza. Esta Taifa limitaba al sur con la pequeña Taifa de Albarracín, gobernada por los Banu Razin, y que ocupaba una zona de la actual provincia de Teruel, que incluía Albarracín, la propia Teruel y llegaba hasta la actual Montalbán. Zaragoza comprendía por el oeste las ciudades de Medinaceli, Soria, Calahorra, Arnedo, Alfaro y Tudela y llegaba por el este hasta el curso del Cinca, con ciudades como Barbastro, Monzón, Fraga y Lérida, la más importante, que no siempre acató la autoridad del rey de Zaragoza.

#### El inicio de la dinastía tuyibí: Mundir I
Mundir I fue el primer rey taifa de Zaragoza y comenzó a ejercer su poder en 1018 titulándose hayib, o "mayordomo de palacio", que era el rango que ostentaron Almanzor y sus descendientes, y que adoptaron los primeros reyes de taifas para significarse en su poder independiente. Quiso Mundir dar a Zaragoza categoría de gran corte, y, para ello, comenzó a remozar edificios como la mezquita aljama de Zaragoza (emplazada donde hoy está la catedral), que fue ampliada, y a construir unas nuevas termas. Además se rodeó de secretarios-poetas entre los que destacan Ibn Darray y Said al-Bagdadi. El gobernador de la taifa de Lérida, Sulaymán ben Hud al-Musta'in (que veinte años después sería proclamado rey de Zaragoza, iniciando la dinastía hudí) en general acató su poder, aunque hubo entre ellos algunos enfrentamientos incitados por Sancho el Mayor, su mayor enemigo exterior, que incluso le arrebató algunas plazas. Para contrarrestarles, Mundir I se alió con Barcelona y Castilla, logrando mantener en paz su reino. Murió entre 1021 y 1023.

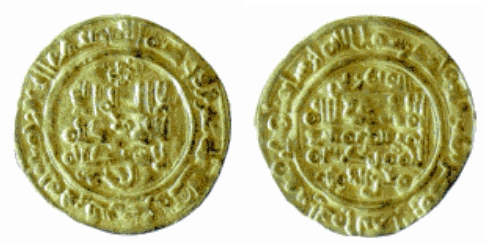
Dinar de oro acuñado en 1029 por Yahya al-Muzaffar como rey taifa de Zaragoza.

#### Yahya al-Muzaffar
Hacia 1022 a Mundir le sucedió Yahya al-Muzaffar, su hijo, que continuó las hostilidades contra Sancho el Mayor. Emprendió una campaña contra Nájera, logrando cautivos y botín. Se casó con la hermana de Ismaíl, rey de Toledo a partir de 1028. Fruto de este matrimonio nacería Mundir II (Mu'izz al-Dawla) que le sucedería a su muerte en 1036.

#### La caída de los tuyibíes: Mundir II y Abd Allah ibn Hakam
Mundir II fue el último rey taifa de la dinastía tuyibí, al morir asesinado en 1038 por su primo Abd Allah ibn Hakam, que aspiraba a ocupar el trono.
Abd Allah solo mantuvo el poder durante veintiocho días, aunque llegó a acuñar moneda a su nombre, puesto que los notables de la ciudad comenzaron pronto a conspirar contra él apoyándose en Sulaymán ben Hud, hasta entonces gobernador de Lérida, que, comprendiendo la posibilidad de obtener el reino, acudió a Zaragoza. Abd Allah fue finalmente puesto en fuga y, tras violentas agitaciones, Sulaymán ibn Hud fue proclamado rey iniciando una nueva dinastía: la de los Banu Hud.

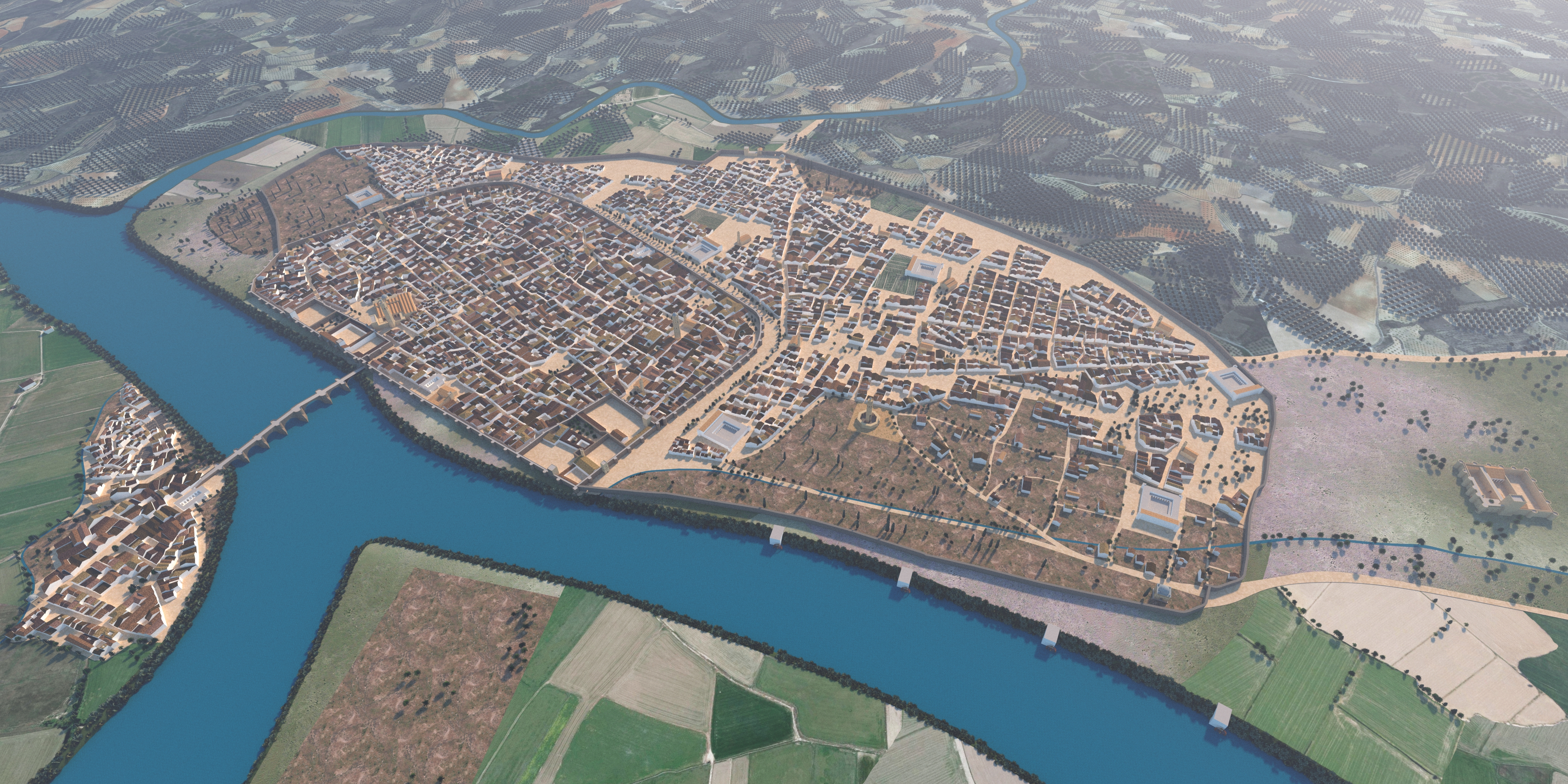
Saraqusta en 1118, vista desde al-Jazíra (la Isla), donde Abderramán III acampó en 935 para sitiar la ciudad.

### La Taifa Hudí
La dinastía hudí, iniciada con Sulaimán ibn Hud al-Mustaín I de Zaragoza, se mantuvo al frente de la taifa zaragozana durante tres cuartos de siglo, desde 1038 hasta 1110. Con los hudíes, dinastía de origen árabe arraigada en la región desde la conquista del siglo VIII, el reino de Zaragoza llegó a su máximo esplendor político y cultural.
- El Reino de Zaragoza en época de Al-Muqtadir: (mapa).

#### Sulaymán ben Hud al-Musta'in. Comienzo de la dinastía hudí
Sulaymán ben Hud al-Musta'in destacó en el ejército de Almanzor y durante el periodo tuyibí estaba al frente de los gobiernos de Tudela y Lérida, solo relativamente sometido al rey de Zaragoza. En una época de disturbios y vacío de poder, el prestigio de Sulaymán en la zona hizo que fuera bien acogido en la Zuda, el alcázar del gobernador de Zaragoza, aprovechando la circunstancia para ganarse el afecto de los zaragozanos. Asumió el poder en toda la zona y se lo aseguró instalando a sus hijos como gobernadores de los distritos de Huesca, Tudela y Lérida.
Se alió con Fernando I de León para intentar extender sus territorios a zonas de la actual provincia de Guadalajara, ante la oposición de la taifa de Toledo, que buscó como aliado a García de Pamplona, siendo estos respectivos aliados cristianos hijos de Sancho el Mayor. Estas alianzas eran conseguidas a cambio de pagos anuales, por lo que tanto Toledo como Zaragoza comenzaban a pagar parias a los reinos cristianos, circunstancia esta que iría debilitando progresivamente su poderío económico, militar y político en beneficio de los reinos del norte.
El primer rey hudí de Zaragoza murió en 1047, pero ya antes comenzaron a advertirse las tendencias separatistas de sus cinco hijos, que acabaron por independizarse y acuñar moneda propia: en Lérida Yúsuf al-Muzáffar, en Huesca Lubb (Lope), en Tudela Múndir, en Calatayud Muhámmad y en Zaragoza Áhmad al-Muqtádir, que finalmente impondría su poder en estas guerras fratricidas.

#### Al-Muqtádir bi-L-lah: el esplendor político
Al-Muqtádir consiguió reunir bajo su mandato las tierras disgregadas tras el reparto de los dominios de Zaragoza entre sus hermanos hecha por su padre Sulaymán ben Hud al-Musta'in. Solo Yúsuf, gobernador de Lérida, resistió durante más de treinta años los intentos de reintegración de su hermano hasta que fue hecho prisionero en 1078.

Máxima extensión de la Taifa de Zaragoza con Al-Muqtádir (1076).

Con la anexión de la taifa de Tortosa (que ya había sido distrito de la Marca Superior) a Zaragoza en 1060, se inicia el apogeo militar político y cultural de esta, que, en la segunda mitad del siglo XI, solo tuvo igual en la Sevilla de Al-Mutámid. Sus fronteras llegaron hasta el sur de levante cuando, a partir de 1076, sumó a su dominio la taifa de Denia y obtuvo el vasallaje de Valencia, gobernada por el reyezuelo-títere impuesto por Toledo, Abu Bakr.
A pesar de ello Zaragoza siempre estuvo en una posición delicada, involucrada en interminables luchas por las tierras limítrofes de la extremadura navarra y castellana, en las zonas de influencia de Tudela y Guadalajara, y amenazada gravemente en el norte por el reino de Aragón de Ramiro I hasta 1063 y Sancho Ramírez después.
Ramiro I de Aragón intentó repetidas veces apoderarse de Barbastro y Graus, lugares estratégicos que formaban una cuña entre sus territorios. En 1063 sitió Graus, pero Al-Muqtádir en persona, al frente de un ejército que incluía un contingente de tropas castellanas al mando de Sancho el Fuerte que contaba entre sus huestes con un joven castellano llamado Rodrigo Díaz de Vivar, consiguió rechazar a los aragoneses, que perdieron en esta batalla a su rey Ramiro I. Poco duraría el éxito, pues el sucesor en el trono de Aragón, Sancho Ramírez, con la ayuda de tropas de condados francos ultrapirenaicos, tomó Barbastro en 1064 en lo que se considera una de las primeras llamadas a la cruzada.
Al año siguiente, Áhmad al-Muqtádir, reaccionó solicitando la ayuda de todo al-Ándalus, llamando a su vez a la yihad y volviendo a recuperar Barbastro en 1065. Este triunfo le permitió tomar al rey de Zaragoza el sobrenombre "Al-Muqtádir bi-L-lah" ("el poderoso gracias a Alá").
De todos modos, el reino de Aragón era una fuerza emergente y, ese mismo año de 1065, toma el castillo de Alquézar. Para oponérsele Al-Muqtádir firmó tratados en 1069 y 1073 con Sancho el de Peñalén, rey de Pamplona, por los que obtenía la ayuda navarra a cambio de parias. Sin embargo esta fructífera alianza duraría poco, pues Sancho IV de Pamplona fue asesinado en Peñalén en 1076 víctima de una conjura política urdida por sus hermanos. A su muerte Sancho Ramírez de Aragón fue proclamado también rey de Navarra y la unión de estos reinos se prolongará durante casi 60 años.
Tales conflictos obligaron tanto a Al-Muqtádir como a Yúsuf de Lérida a pagar nuevas parias a sus vecinos cristianos, en especial al poderoso Alfonso VI de León y Castilla. No bastó esta política de alianzas, pues su sucesor, Al-Mutaman se hubo de servir de un mercenario castellano que había sido desterrado por su señor natural: Rodrigo Díaz de Vivar, conocido más tarde como "El Cid", que deriva del árabe andalusí "síd" (señor). Este tratamiento de respeto, que con el tiempo se convertiría en apelativo, pudo tener su origen en sus cinco años de servicio (desde 1081 hasta 1086) al frente de las tropas de la taifa de Zaragoza.
En cuanto al levante, Valencia estaba gobernada por Abú Bakr de Valencia. Era un reino débil, subordinado hasta 1075 a Al-Mamún de Toledo y luego a Alfonso VI, quien ambicionaba la conquista de Toledo y Valencia. El rey de Zaragoza consideraba a Valencia un territorio estratégico importantísimo y tras obtener Tortosa (1060) y Denia (1076) decidió apoderarse de Valencia, pues era vital para conectar sus territorios. Tras la exitosa expedición a Denia, Al-Muqtádir se presentó con sus huestes para dominar Valencia. Abú Bakr salió a recibirlo y, ante el alarde zaragozano, se declaró su vasallo, con lo que Zaragoza consiguió conectar sus posesiones.
Sin embargo, para conseguir la neutralidad de Alfonso VI, Al-Muqtádir hubo de pagar parias al leonés, que ya había pensado ocupar Toledo. El plan incluía compensar a su expulsó rey con la taifa de Valencia. Todo ello gravaba aún más la balanza de la política exterior de la taifa zaragozana. Por todo ello, Zaragoza no pudo ejercer su poder de hecho, y tuvo que mantener al rey-títere Abu Bakr en Valencia, estableciendo su dominio por medio de un pacto de vasallaje. Hay que tener en cuenta además que una conquista militar y una ocupación directa del poder valenciano podría originar la reacción de todos los reinos, tanto cristianos como musulmanes, que aspiraban a conseguir Valencia en este difícil juego de diplomacia, recelosos del excesivo poder que acumularía Al-Muqtádir.

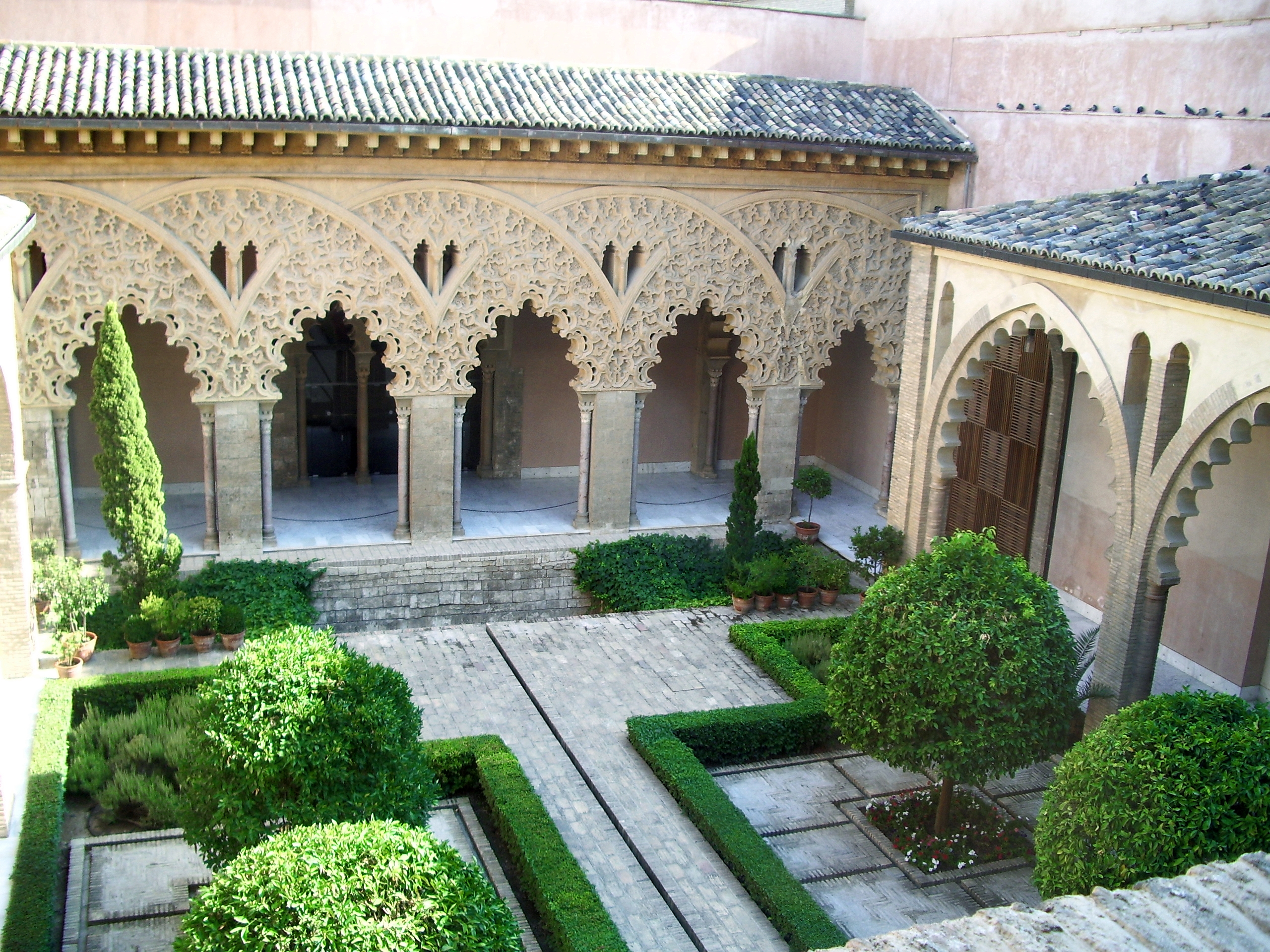
Patio del Palacio de La Aljafería

Más allá de la grandeza política y militar, Al-Muqtádir consiguió hacer de Zaragoza una corte sabia debido a sus amplias inquietudes artísticas y culturales. Como muestra del esplendor de su reinado mandó erigir un palacio-fortaleza, La Aljafería, en la explanada de la saría zaragozana, en la Almozara, donde se celebraban las paradas militares. "Al-yaafariya" deriva de su prenombre, Al-Yaáfar.
Este palacio se convirtió en sede de su corte, y en sus salones se gestó un importante centro de cultura al que acudieron intelectuales y artistas de todos los puntos de al-Ándalus. Más tarde, en época de dominio almorávide, constituyó un refugio de tolerancia y mecenazgo para quienes huían del fanatismo de imames y alfaquíes, debido a su situación más septentrional y a su relativa independencia política del poder central.
Allí se dieron cita poetas, músicos, historiadores, místicos y, sobre todo, nació la más importante escuela de filosofía del islam andalusí; la primera que introdujo plenamente la filosofía de Aristóteles y la concilió con la fitna o sabiduría islámica, labor que, iniciada en Oriente por Ibn Sina (Avicena) y Al-Farabi, fue desarrollada con un criterio independiente por Ibn Bayya, el Avempace de los cristianos. La labor de Avempace fue el punto de partida de la filosofía hispano-árabe. Su pensamiento fue seguido por Ibn Rushd (Averroes) y, en la cultura hebrea, por Maimónides.

#### Al-Mutaman. El rey sabio
Su sucesor, Almutaman heredó de Al-Muqtádir en 1081 la parte occidental de la Taifa, que comprendía las demarcaciones de Zaragoza, Tudela, Huesca y Calatayud, quedando su hermano Múndir con la zona costera del reino (Lérida, Tortosa y Denia). Es esta la época en que está bien documentado el servicio del Cid en la corte hudí. Este había sido desterrado en 1081 de Castilla por llevar a cabo incursiones en territorios de la taifa de Toledo en contra de los intereses de Alfonso VI, del que Toledo era entonces tributario.

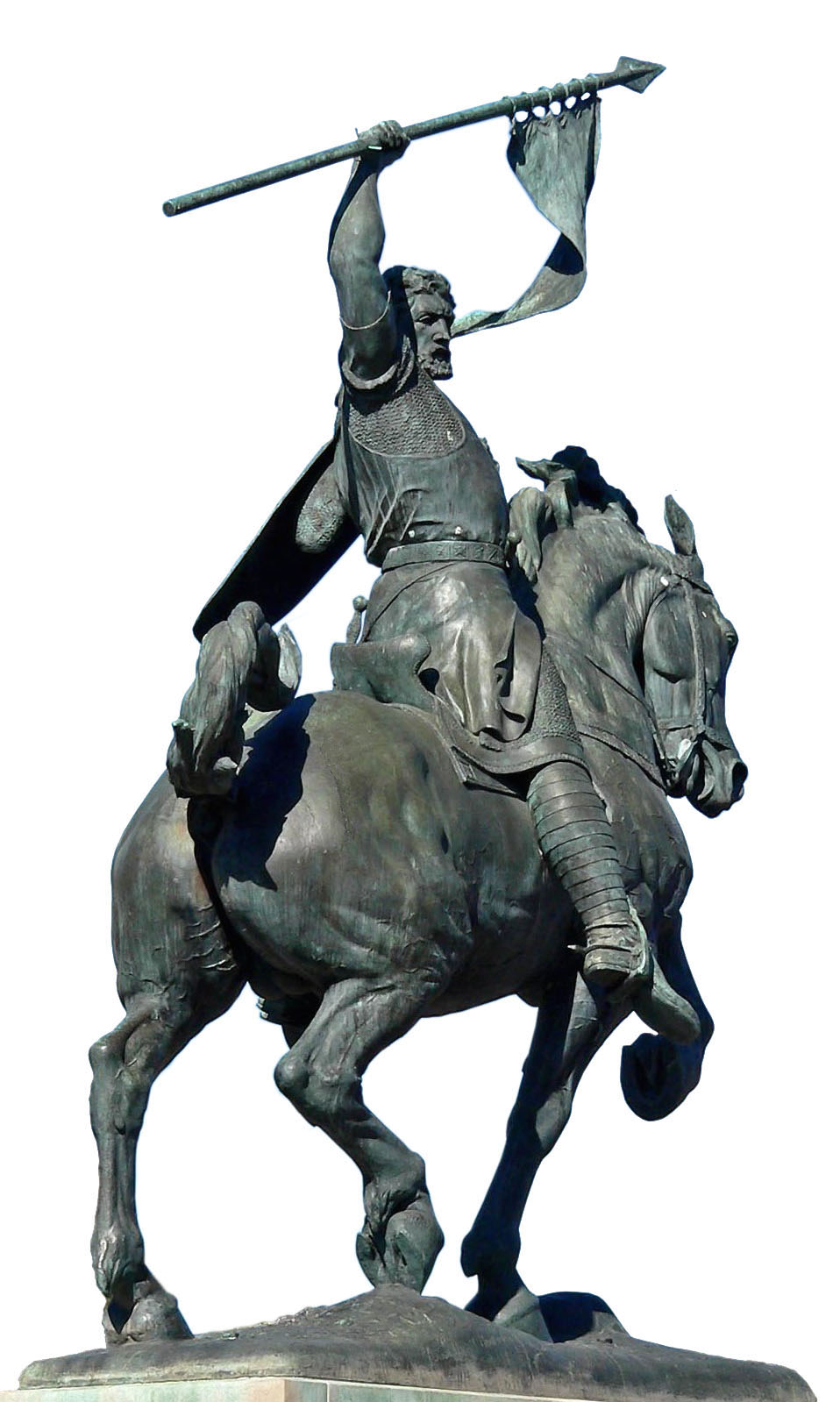
El Cid luchó al servicio de Al-Mutaman entre 1081 y 1086.

En el año 1081 el empuje del rey aragonés Sancho Ramírez era considerable, amenazando las fronteras de la taifa de Zaragoza desde el norte. Para resistirlo, Almutamán contó con los servicios de las tropas mercenarias de El Cid, que ya estuvo al servicio de Al-Muqtádir en sus últimos años de vida.
El de Vivar recibió además el encargo de reincorporar a Zaragoza los territorios orientales de su pariente Mundir de Lérida, aliado con Aragón. Los enfrentamientos en la franja fronteriza fueron constantes, pero ninguno de los dos hermanos logró reunificar el territorio paterno.
El Cid seguiría al servicio de Al-Mutaman (o Al-Mutamin) hasta 1086, momento en el que Zaragoza fue asediada por Alfonso VI. Si el Cid rompió los lazos con Al-Mutaman debido a un conflicto de intereses personal entre la defensa de Zaragoza y el servicio a su señor natural, o si fue condonado su destierro, al apreciar Alfonso la utilidad de tal caballero en su ejército, es algo que todavía no se ha dilucidado en su totalidad.
Rodrigo contuvo a los aragoneses hasta 1083, año en el que Sancho Ramírez tomó posiciones importantes de la línea de fortificaciones que protegían las ciudades de la taifa de Saraqusta, como Graus (que amenazaba Barbastro) en la zona oriental; Ayerbe, Bolea y Arascués (que ponían en peligro a Huesca), y Arguedas, que apuntaba a la conquista de Tudela.
Las relaciones de Zaragoza con su protectorado, Valencia, vasallo de Zaragoza desde 1076, se estrecharon mediante alianzas matrimoniales, casando Al-Mutaman con la hija de Abú Bakr de Valencia. Celebrados los esponsales en enero de 1085, las alianzas matrimoniales duraron poco, pues Abú Bakr moría en junio y Al-Mutaman en otoño. Esto, sumado a que Alfonso VI tomaba ese mismo año Toledo, inutilizaba el pacto de vasallaje que se había establecido con Zaragoza. Así, el reino de Zaragoza quedaba roto, sin conexión con su posesión de Denia y se interrumpía, por otro lado, el eje de comunicación natural (Zaragoza-Calatayud-Guadalajara-Toledo) con el resto de al-Ándalus.
Al-Mutaman fue asimismo un rey erudito, protector de las ciencias, de la filosofía y de las artes. Continuó la labor de su padre, Al-Muqtádir, de crear una corte de sabios que tenía como marco el bello palacio de la Aljafería, llamado, en esta época, el «palacio de la alegría» (Qasr al-Surur). Él mismo es un ejemplo de rey sabio. Dominaba la astronomía y la filosofía. Profundo conocedor de las matemáticas, se conserva un tratado suyo, el Libro de la perfección y de las apariciones ópticas (Kitab al-Istikmal), en el que propone demostraciones más elegantes de las que hasta entonces se conocían a complejos problemas matemáticos, además de formular por vez primera el Teorema de Giovanni Ceva.

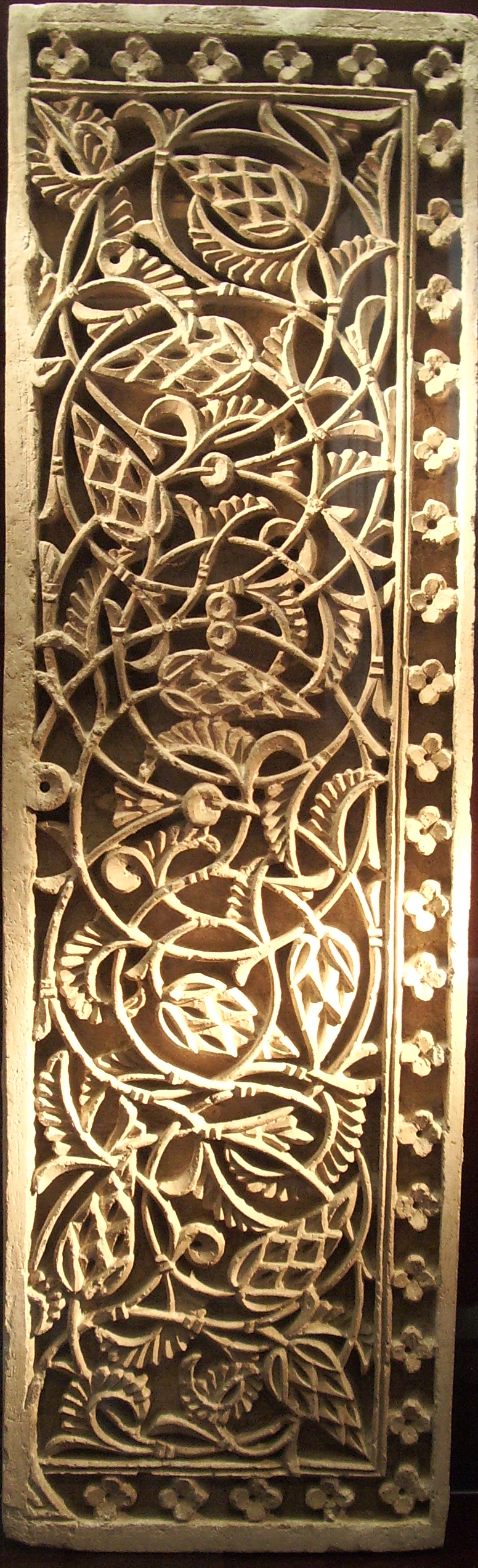
Atauriques. Arte taifa.

#### Al-Mustaín II: la taifa acosada
A su muerte le sucede su hijo Áhmad Al-Mustaín II. Son años en los que el avance de los aragoneses Cinca abajo y en las comarcas de Huesca es ya muy importante, y a esto se suma el hecho de que el resto de las taifas, enzarzadas en guerras intestinas, y debilitadas tras la conquista de Toledo por el poderoso Alfonso VI, no podían prestarle apoyo. Ante esta situación, Al-Mutámid de Sevilla pidió a los reyes de Badajoz y Granada que se unieran a él para solicitar la intervención de Yusuf ibn Tasufin, emir de los almorávides, que acudieron en ayuda de las taifas hispanas y consiguieron vencer a la coalición de reinos cristianos, encabezados por Alfonso VI en 1086 en la batalla de Sagrajas. Esta derrota libró a Zaragoza de la presión de los cristianos por un tiempo, pues en 1086 la ciudad estaba sitiada por Alfonso VI, que tuvo que levantar el cerco para enfrentarse a los almorávides.
En 1090 el imperio almorávide reunificó las taifas como protectorados sometidos al poder central de Marrakech y destituyeron a todos los reyes de taifas excepto a Al-Mustaín, que conservó buenas relaciones con los almorávides. Gracias a ello y a que Zaragoza suponía una avanzadilla de al-Ándalus frente a los cristianos, Al-Mustaín II se pudo mantener como rey independiente.
Por el norte Aragón continuaba su avance. En 1089 cayó Monzón, en 1091, Balaguer y en 1096, Huesca. Para intentar oponerse al reino de Aragón, Al-Mustaín debía pagar fuertes parias a su protector, Alfonso VI.
Al-Mustaín II consiguió mantener un difícil equilibrio político entre dos fuegos, pero en 1110 fue derrotado y muerto en la batalla de Valtierra, cerca de Tudela, frente a Alfonso I el Batallador, que ya había tomado Ejea y Tauste.

#### Abdelmálik o el último pilar de la dinastía
Abdelmalik, el nuevo heredero, adoptó el título honorífico de "Imad al-Dawla" (Pilar de la dinastía), pero ya no pudo mantener la presión ante cristianos y almorávides. Para defenderse llegó a ser prácticamente un vasallo de Castilla. El partido almorávide, más integrista que los hispanomusulmanes, no vio bien tal situación. Así, el mismo año de 1110, los partidarios de los almorávides les entregaron la ciudad. Abdelmálik huyó a refugiarse en la inexpugnable fortaleza de Rueda, donde permanecerá acosando al gobierno almorávide. Acababa con ello la dinastía hudí en la taifa independiente de Zaragoza.

### El gobierno almorávide y la conquista cristiana

#### Muhammad ibn Alhay, gobernador almorávide
El bando almorávide de Zaragoza recurrió a Muhammad ibn al-Haŷŷ, gobernador de Valencia, para asumir el gobierno de la ciudad, lo que hizo tomando posesión de la Aljafería en 1110. Con ello se llegó a la máxima expansión del imperio almorávide, cuya frontera norte seguía aproximadamente los cursos de los ríos Tajo y Ebro. Muhammad ibn al-Haŷŷ gobernó de 1110 a 1115, intentando contrarrestar el avance de Alfonso I el Batallador.

#### Ibn Tifilwit: el canto del cisne de la cultura andalusí
Le sucedió dos años el emir Ibn Tifilwit, que se rodeó de un ambiente de poetas y filósofos que huían del integrismo del sur para dedicarse a la vida cortesana. El último de los gobernadores sabios nombró a Avempace gran visir, lo que equivaldría al actual jefe de gobierno. A la muerte de Ibn Tifilwit en 1117, la regencia de Zaragoza fue gestionada durante unos meses por el gobernador de Murcia. En marzo de 1118, Alfonso I el Batallador, con la ayuda de cruzados franceses y órdenes militares, puso sitio a Zaragoza desde algunas posiciones avanzadas, como el castillo de Miranda, el castillo de Juslibol y El Castellar, fortificadas anteriormente por Pedro I. El asedio culminó a finales de año. Aragón conquistaba así la añorada Zaragoza.

## Sociedad, economía y cultura

### Sociedad

#### Urbanismo

Mapa de Saraqusta
1. Mezquita Blanca (Aljama) / 2. La Zuda / 3. Puerta de Alcántara / 4. Puerta de Toledo / 5. Puerta Cinegia / 6. Puerta de la Alquibla (o de Valencia) / 7. Puerta de Sancho / 8. Puerta del Portillo / 9. Puerta de Baltax / 10. Puerta de las Santas Masas / 11. Puerta de Tenerías / 12. Palacio de la Aljafería (Alcazaba)
Medina Saraqusta
Judería
Barrios mozárabes
Arrabales
Zoco
Almusara

El islam fue una cultura predominantemente urbana, que buscaba asentar sus ciudades a orillas de los ríos, pues la base de su economía era agrícola, destacando en el cultivo de regadío. Por esta razón desechaban poblar en altura y, de este modo, no ocuparon efectivamente las zonas pirenaicas, en las que se limitaron a controlar el tráfico de personas y mercancías mediante pasos fortificados a la entrada de los valles. Es esta la razón de que los nobles y eclesiásticos cristianos, que eran quienes más tenían que perder a la llegada del islam, se asentaran en el norte, donde comenzaron a organizar monasterios e iglesias en torno de las cuales se desarrollaría lo que será conocido primero como Condado de Aragón (Marca Hispánica dependiente del Imperio carolingio) y luego como Reino.
Los musulmanes ocuparon las ciudades ya existentes, aunque muy deterioradas, del bajo imperio romano y la civilización visigoda, restituyéndolas a un nuevo esplendor. Fue el caso de Huesca, Tarazona, Calahorra y, por supuesto, de Zaragoza. En otros casos fundaron ciudades de nueva creación, cuales son Tudela, Calatayud, Daroca o Barbastro.
Desde su fundación romana, Zaragoza es la ciudad más importante del valle medio del Ebro, y ha mantenido su posición de capital de esta región hasta la actualidad. Zaragoza era una de las ciudades más importantes y populosas de al-Ándalus, mayor que Valencia y Mallorca y siendo solo superada por Córdoba, Sevilla y Toledo. Así lo atestigua el célebre geógrafo Al-Idrisi, describiendo la ciudad de Zaragoza, que fue llamada Medina Albaida (esto es, «la ciudad blanca»), no solo por sus enlucidos de cal, sino por la presencia en sus murallas, palacios y edificios del material más usado en su construcción: el alabastro. 

La ciudad de Zaragoza es una de las principales de entre las ciudades de Al-Andalus. Es de gran extensión, populosa y amplia; tiene anchas calles y vías, y bellas casas y viviendas. Está rodeada de jardines y vergeles, y tiene una muralla construida en piedra, inexpugnable.(...) La ciudad de Zaragoza recibe el nombre de Medina Albaida (La ciudad blanca) y esto se debe a su abundancia de encalados y enlucidos.
Al-Idrisi, Kitab nuzhat al-mustaq fi ihtiraq al-afaq (Geografía de Al-Andalus), S. XII

#### Demografía
A la llegada de los árabes, la ciudad, aunque mantenía la muralla de Cesaraugusta de sillares, no estaba ocupada en todo su espacio intramuros, y había solares en ruinas, como el que ocupaba el teatro romano, ya desmantelado. Así, a principios del siglo VIII, la ciudad no llegaba a los 10 000 habitantes.
Debido a la prioridad urbana de la civilización islámica, Zaragoza asiste a un lento crecimiento de la población durante los siglos VIII y IX, pero no fue hasta el gobierno de la dinastía de los Banu Qasi, a mediados del siglo IX, que la población crece de modo hasta habitar los primeros arrabales extramuros. De este crecimiento da cuenta la ampliación, en 856, de la mezquita aljama. En el siglo X la población, según estimación del cálculo por hectáreas de la medina completa, iría de 15 000 habitantes a comienzos del califato, hasta los 18 000 o 20 000 a finales.
Pero el crecimiento más importante se experimentó con la Taifa independiente a lo largo del siglo XI. En 1023, colmatado ya todo el espacio de la ciudad romana, se hizo necesario un nuevo recrecimiento de la mezquita, y los arrabales se extendieron por todo el perímetro habitable de la ciudad fuera de la medina, hasta el punto de hacerse necesario un segundo muro de tapial que tenía portillos que coinciden en su lugar con las actuales Puerta del Duque de la Victoria, Puerta del Carmen y El Portillo. En esta época hay varios arrabales situados al sur (arrabal de Sinhaya, tomando su nombre de la tribu bereber asentada allí, actualmente Puerta Cinegia), al este (arrabal de Las Tenerías, o barrio de curtidores) y norte de la ciudad (arrabal de Altabás, al otro lado del puente, en la margen izquierda del Ebro, donde se situaban los carniceros y el matadero), y pudo llegar con Al-Muqtádir, en la segunda mitad del siglo XI, a los 25 000 habitantes.

#### Grupos de población. La convivencia de culturas

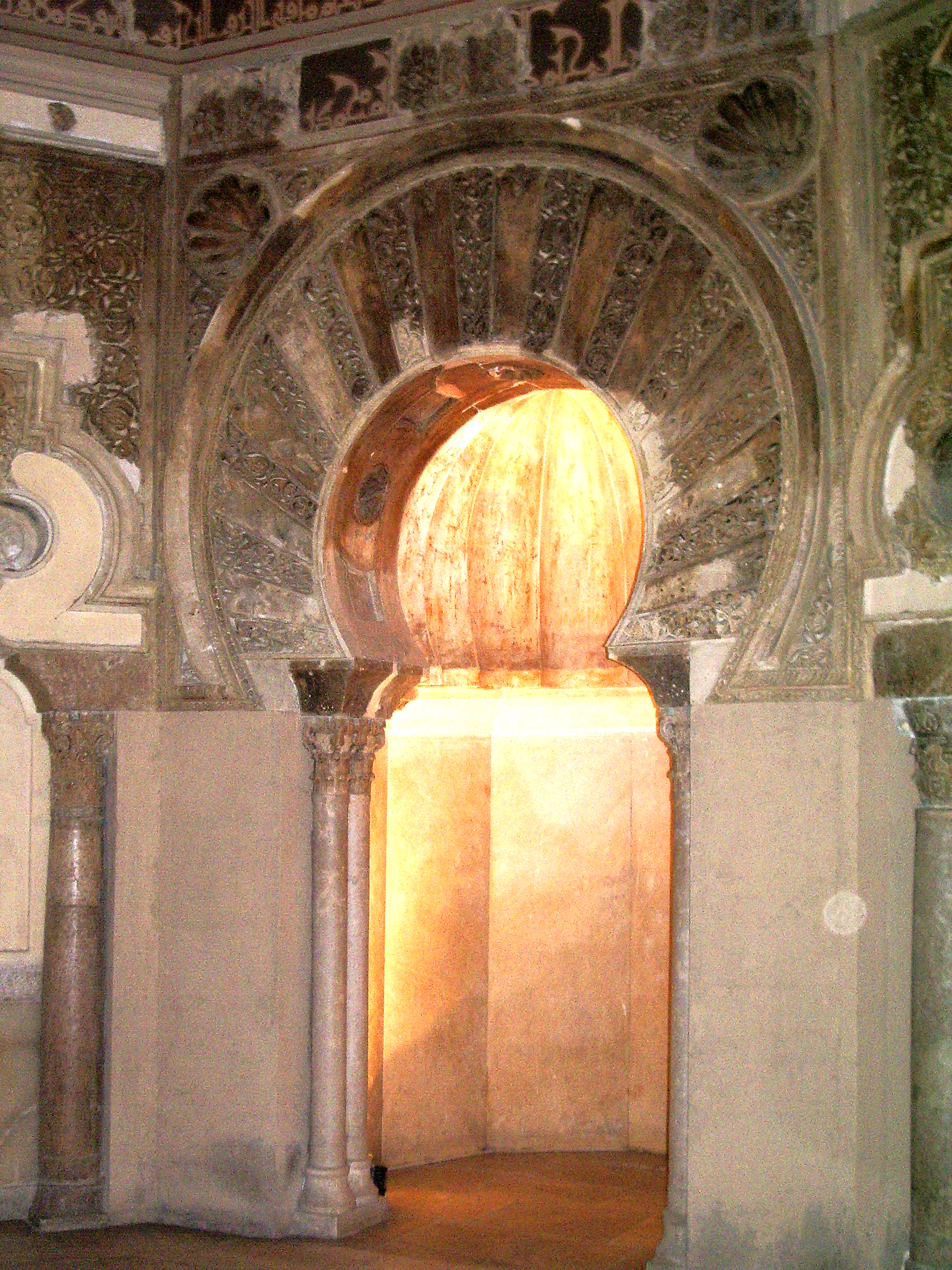
Arco del mihrab de la Aljafería

Los pobladores de la ciudad de Zaragoza pertenecían a distintos grupos étnicos. La clase dominante (jassa), no muy numerosa, era la de los linajes árabes del sur o yemeníes, aunque también había un grupo de árabes del norte o sirios, que en el primer siglo de dominación árabe, aspiró a dominar la Taifa. El contingente bereber tampoco fue al principio muy abundante, y  se estableció además de en Zaragoza, sobre todo (y con el tiempo) en el arrabal de Sinaya (al exterior de la puerta Cinegia o de Toledo) y en asentamientos dispersos y reducidos como Mequinenza, Oseja, Fabara...
Como los recién llegados musulmanes eran escasos, favorecieron la conversión al islam, lo que les proporcionaba el derecho a no pagar impuestos, puesto que la ley coránica lo prohíbe. Este grupo numeroso, formado por todo tipo de cristianos, desde linajes de rancio abolengo romano hasta campesinos, comerciantes y artesanos, adoptó el nuevo credo y se constituyó en el grupo social de los muladíes, con algunas familias muy importantes que accedieron en ocasiones al poder de distritos e incluso se comportaron como gobernadores independientes, desde el siglo IX, como es el caso de los Banu Sabrit o los Banu Qasi, que originarios de Alfaro y gobernadores de Tudela, llegaron a dominar todo el valle medio del Ebro, gobernando un extenso territorio con capital en Zaragoza.

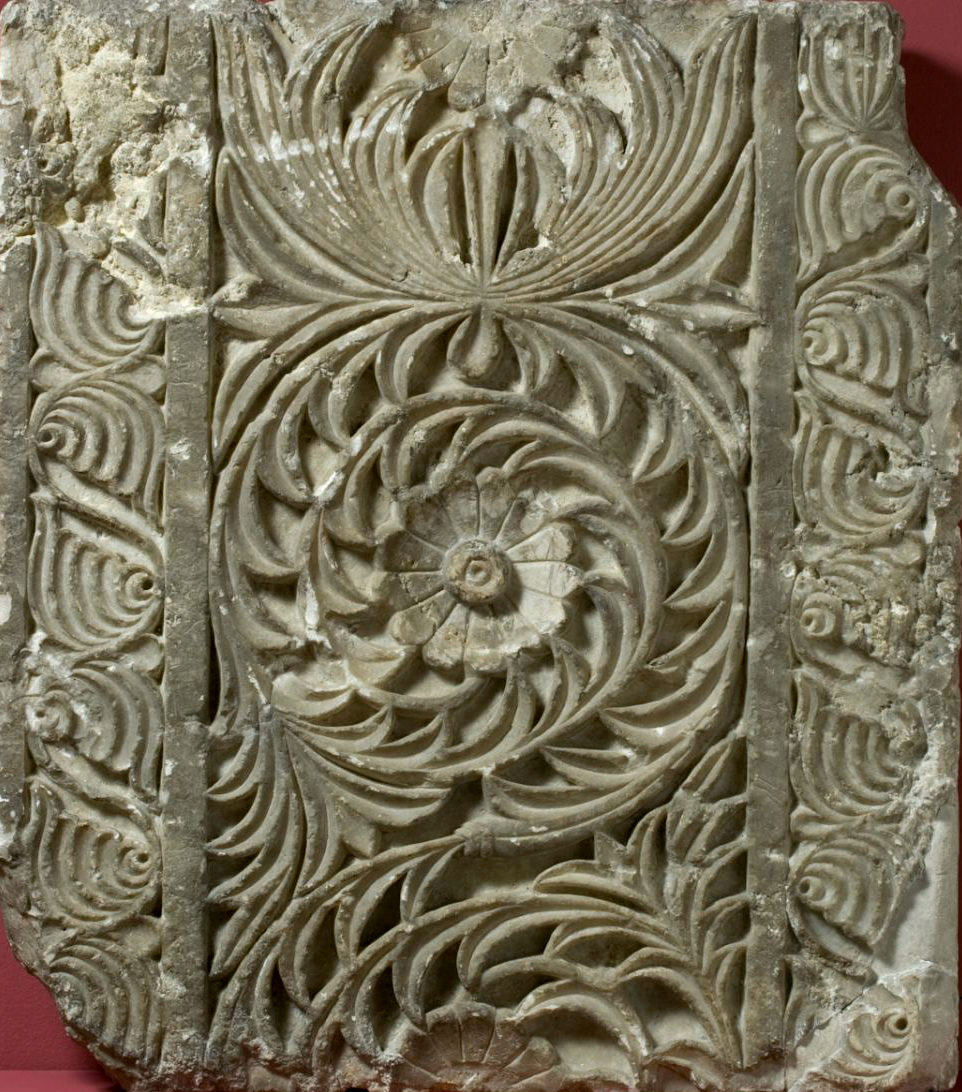
Cancel mozárabe de alabastro,. Encontrado en la plaza del Pilar.

Los judíos, perseguidos durante la época visigoda, mejoraron mucho la situación, dedicándose sobre todo al comercio, las finanzas, la política y la cultura. Su lengua y costumbres tenían puntos de contacto con las mahometanas, y de hecho, casi todos dominaron la lengua árabe. La judería de Zaragoza ocupaba el ángulo sureste de la medina, entre el solar del teatro romano (ya colmatado) y lo que hoy es la confluencia entre el coso alto y bajo.
En cuanto a los cristianos que permanecieron fieles a su religión, llamados mozárabes —que gozaban de cierta autonomía jurídica y autoridades religiosas propias, aunque tenían que pagar impuestos—, ocuparon una zona en el sector noroeste de la ciudad situado entre las cercanías del palacio de gobierno o palacio de la Zuda y la Historia de la iglesia de Santa María, hoy conocida como basílica del Pilar. Disponían de dos iglesias que, al parecer, se mantuvieron durante los 400 años de dominación musulmana. La ya citada Iglesia de Santa María Virgen, y la de las Santas Masas, situada extramuros, que mantenía la tradición de los innumerables mártires zaragozanos y que luego sería el monasterio e iglesia de Santa Engracia. Posiblemente alrededor de esta iglesia también hubiera una comunidad mozárabe. Los musulmanes respetaron durante todo este tiempo a la comunidad cristiana, permitiéndoles seguir con sus costumbres, religión, culto, instituciones eclesiásticas y jurídicas durante estos cuatro siglos. Tan solo hay constancia de un enfrentamiento en el año 1065, en el que la pugna por Barbastro inflamó los ánimos de cruzada y yihad respectivamente, y los mozárabes zaragozanos tuvieron que ser protegidos por Al-Muqtádir.

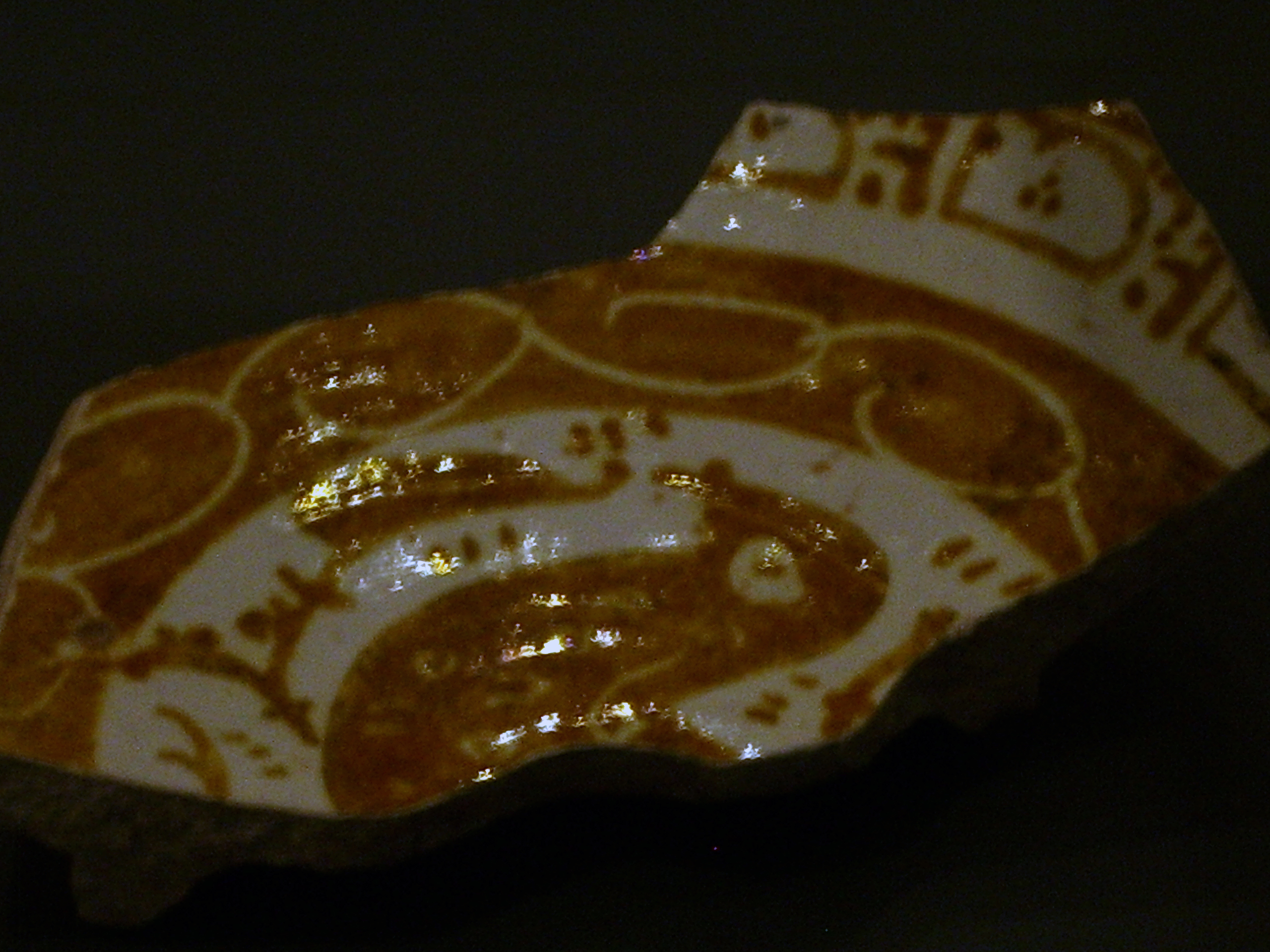
Loza vidriada de esmalte dorado. Zaragoza, (Museo del Teatro Romano de Cesaraugusta).

### Economía
Una idea de la pujanza e iniciativa económica de Zaragoza es que fuera la dinastía tuyibí la primera en emitir moneda en una taifa independiente tras la desaparición del califato. Yahya al-Muzaffar acuñó dinares en 1024 con el lema «Al-Hayib Mundir». De este modo, se arrogó el título de «hayib» (chambelán, mayordomo, intendente), el mismo que había legitimado el poder de Almanzor. Su hijo ya adoptó en sus monedas el sobrenombre asociado al rango califal de Mu'izz al-Dawla y el calificativo de exclusivo uso de los califas de «Nabil».
Además de en las cecas tuyibíes, solo en las de los hammudíes de Málaga y Algeciras se acuñaron dinares de oro, práctica que continuó en Zaragoza con los hudíes, si bien la numismática áurea se reservó en la segunda mitad del siglo XI para grandes transacciones o pagos de tributos estatales, como las parias, que redundaron en el enriquecimiento de los reinos cristianos vecinos, que por esta época usaban el dinar y el dirhem de plata como moneda habitual, si bien —al menos en Aragón— a veces con los nombres de mancuso, sólido o miktal de oro, y argento (para la moneda de plata), respectivamente.

#### Agricultura
Los geógrafos mahometanos destacan la abundancia y feracidad de la huerta zaragozana, empezando por su situación privilegiada en la confluencia de los ríos Gállego y Huerva con el Ebro. Así la describe Ahmad al-Qalqashandi:

Zaragoza parece una motita blanca en el centro de una gran esmeralda (refiriéndose a la muralla de la medina circundada por sus huertas), sobre la que se desliza el agua de cuatro ríos, lo que la hace aparecer como un mosaico de pedrería.
al-Qalqasandi, Subh al-asa fi sina'at al insa

 Además de sus cultivos hortofrutícolas, de gran abundancia y bajo coste de producción, y que se transportaban en barcazas por el Ebro, se cultiva cereal en los llanos de la Almozara y en las zonas periurbanas situadas entre el muro defensivo de adobe y la muralla de piedra de la medina. Eran de gran celebridad las ciruelas saraqustíes (una variedad que recibió el nombre de la ciudad) y la bontroca saraqustiya, una planta del género de las betónicas de propiedades medicinales.

#### Industria
En cuanto a la industria, destacaba por sus curtidos de pieles, siendo muy conocidas en todo el islam las pellizas zaragocíes que, en palabras de Al-Udri eran «de elegante corte, perfectos bordados y textura sin igual», y añadía que «no tienen rival ni pueden imitarse en ningún otro país del mundo». No menos famosos eran los tejidos de seda bordados, y los tejidos de lino, aunque estos últimos eran superados en fama por las manufacturas lináceas de la ciudad de Lérida.

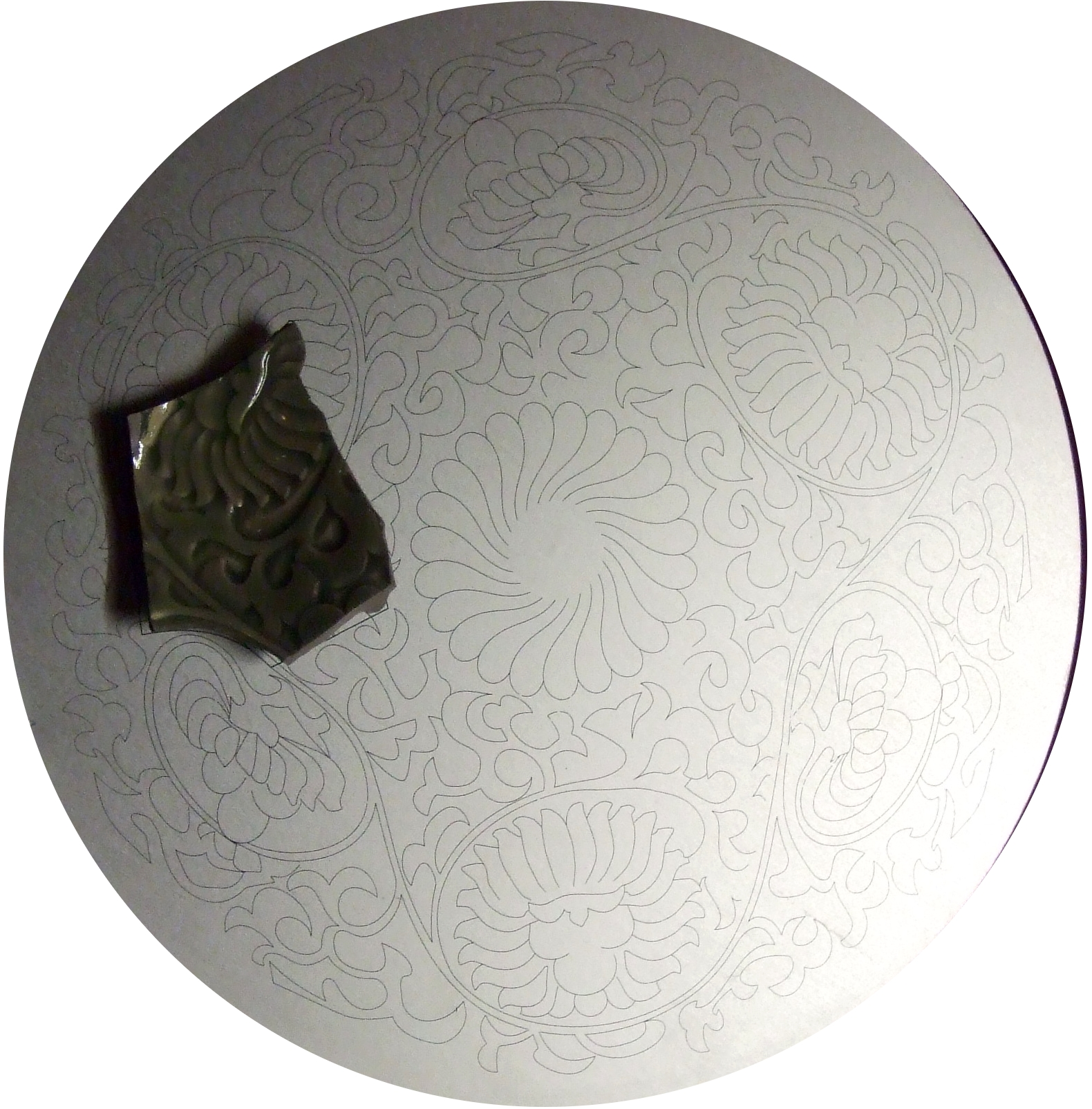
Fragmento de plato chino de porcelana procecente de Yaozhou, dinastía Song del Norte (960-1127), hallado en el palacio de la Aljafería.

La alfarería era asimismo muy reputada, sobre todo la cerámica de loza dorada o esmaltada en verde, industria en la que rivalizaban Calatayud, Barbastro, Albarracín (que era una pequeña taifa independiente) y la propia Zaragoza.
Por lo que respecta a la industria metalúrgica, ya en el Cantar de Roldán, que se desarrolla en Zaragoza, se elogian las espadas, yelmos y joyas del fantástico rey Marsilio de Zaragoza. Lo cierto es que las espadas forjadas en Saraqusta eran reputadísimas. También lo eran las cotas de malla y yelmos de Huesca.

#### Comercio
La situación de Zaragoza como "puerta de todas las rutas" (esto es, cruce de todos los caminos) también la hizo privilegiada en cuanto a la actividad comercial. Equidistante de Toledo, Valencia y la salida al mar por Tortosa, navegando el Ebro con sus barcazas, la hicieron sede de importantes mercados, entre los que destacaba el de esclavos, procedentes de Europa del este sobre todo (de "eslavo" proviene el término "esclavo"), que era conocido en todo al-Ándalus.
En las prospecciones arqueológicas de la restauración del Palacio de la Aljafería se encontró un plato de porcelana china de lujo del siglo XI, lo que puede dar idea de la envergadura de los intercambios comerciales en la Zaragoza islámica.

### Cultura
El cultivo de las letras y las ciencias en la taifa zaragozana no fue menor que el de las restantes cortes andalusíes, convirtiéndose en centro de atracción de importantes figuras de otros territorios, que encontraron en la Marca Superior un ambiente acogedor gracias al patrocinio cultural de sus diversos gobernadores y reyes. Muchos de ellos llegaron a ocupar el cargo de visir-secretario, e incluso (como Avempace ya bajo el último de los gobernadores almorávides), el de gran visir, o jefe de gobierno.
Sin embargo, en Zaragoza, al contrario de lo que ocurrió en la corte sevillana de Al-Mutámid y sus sucesores, no fue el cultivo de la poesía el principal de sus méritos, sino el de las matemáticas, la astronomía y la filosofía, áreas en las que fue no solo el centro más importante de al-Ándalus en esa época, sino de todo occidente.

#### Las letras y las ciencias en época tuyibí

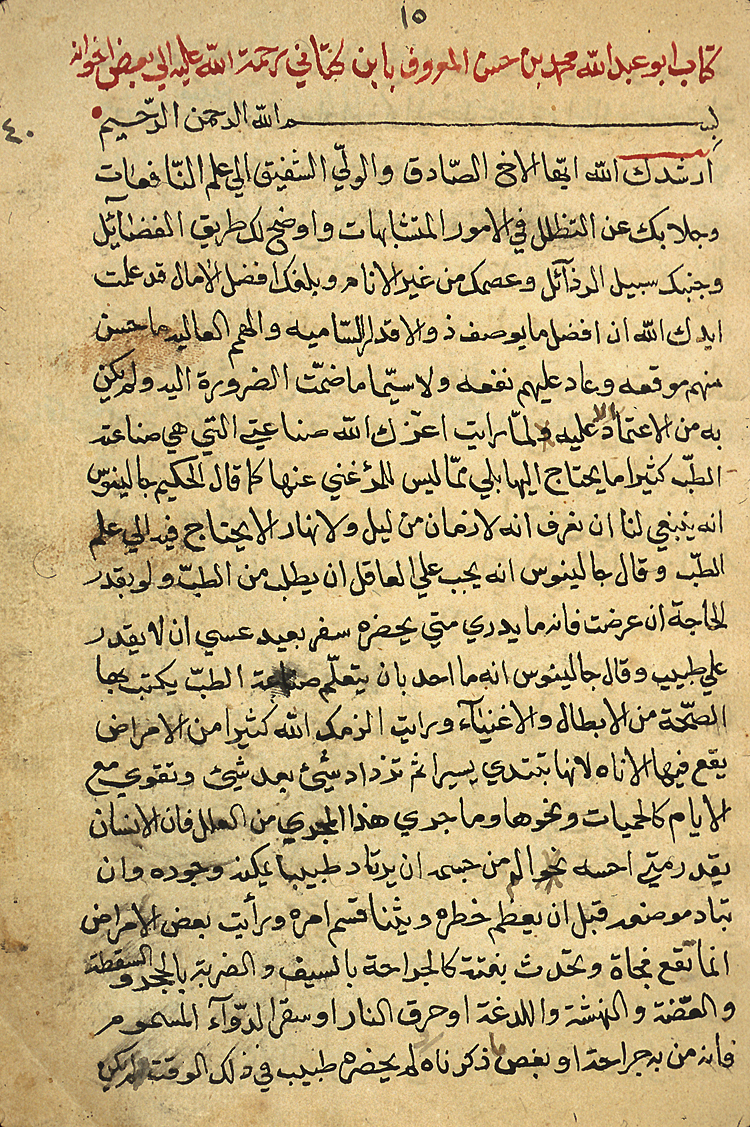
Tratamiento de las enfermedades peligrosas con síntomas epidérmicos, tratado de medicina de Al-Kattani.

Fue el primer rey independiente de Zaragoza, Mundir I, quien al afirmarse en el poder en 1017 se apresuró a atraer a algunos de los literatos más brillantes que huían desde el sur de las guerras civiles derivadas de la crisis del califato. Ya antes de los disturbios, a finales del siglo X, se había asentado en Saraqusta el célebre poeta Yusuf ibn Harun ar-Ramadi (m. 1022), panegirista de Almanzor, que difundió en esta ciudad las modas líricas cordobesas, dirigiendo elogios poéticos a los tuyibíes. Entre los que llegaron en plenas convulsiones del califato destacan el poeta y filólogo iraquí afincado en Córdoba Said al-Bagdadi (m. 1026), maestro de Ibn Hayyan e Ibn Hazm, y el poeta Ahmad ibn Muhammad ibn Darray al-Qastalli (958-1030), que llegó a Zaragoza en 1018, de estilo preciosista, cultivador de una poesía manierista inspirada en el gran poeta neoclásico al-Mutanabbi. Ibn Darray al-Qastalli puso su talento panegirista al servicio de Mundir I y de su hijo y sucesor, Yahya, hasta su marcha a Denia en 1028.
En cuanto a las ciencias, destaca Ibn Hasan al-Kattani (m. 1029), médico personal de Almanzor quien cultivó también la lógica, escribiendo varios tratados sobre la inferencia y la deducción, cobrando sin embargo fama por su Libro de las metáforas de las poesías de los andalusíes.
También fue extraordinario el núcleo de pensadores y literatos judíos, como Yequtiel ben Ishaq, poeta que llegó a ser visir de Mundir II o, el más destacado de todos sus correligionarios de este periodo, el filólogo nacido en Córdoba Marwan Yonah ben Yanah (h. 990-h.1050), que emigró a Zaragoza entre 1010 y 1013. Ben Yanah ejercía como médico y cultivaba también la filosofía. Era profundo conocedor del árabe, hebreo y arameo y compuso un importante comentario a la Biblia en el que hacía alarde de erudición y conocimiento lingüístico. Incluía a modo de apéndice un diccionario donde utiliza recursos comparatistas (ciencia que no se desarrollará hasta la filología diacrónica comparatista del XIX) y que está considerada la cumbre de la lexicografía hebrea medieval.
Sin embargo, la eminencia de la cultura judía de la taifa de Zaragoza de este periodo corresponde a Selomo ibn Gabirol (h. 1020 - h. 1058), gran poeta y filósofo conocido en el mundo cristiano como Avicebrón, nacido en Málaga pero criado y educado en Zaragoza, donde estudió con Marwan Yonah ben Yanah hasta 1039, gracias al mecenazgo de Yequtiel ben Ishaq, secretario y visir de Mundir II. Escribió sentidas elegías a la muerte de su maestro y marchó a Granada en busca de la protección de Yusuf ibn Nagrela.

#### El esplendor cultural hudí
La cultura zaragozana, durante la época del dominio hudí, llegó a su máximo desarrollo, sobre todo en las disciplinas matemáticas y en el cultivo de la filosofía. Ya en el reinado de Sulaymán al-Musta'in I, sobresalen varios matemáticos y astrónomos, como Abd Allah ibn Ahmad as-Saraqusti (m. 1056) y su discípulo Ali ibn Ahmad ibn Daud o el bilbilitano Ibrahim ibn Idris at-Tuyibí (m. 1063).

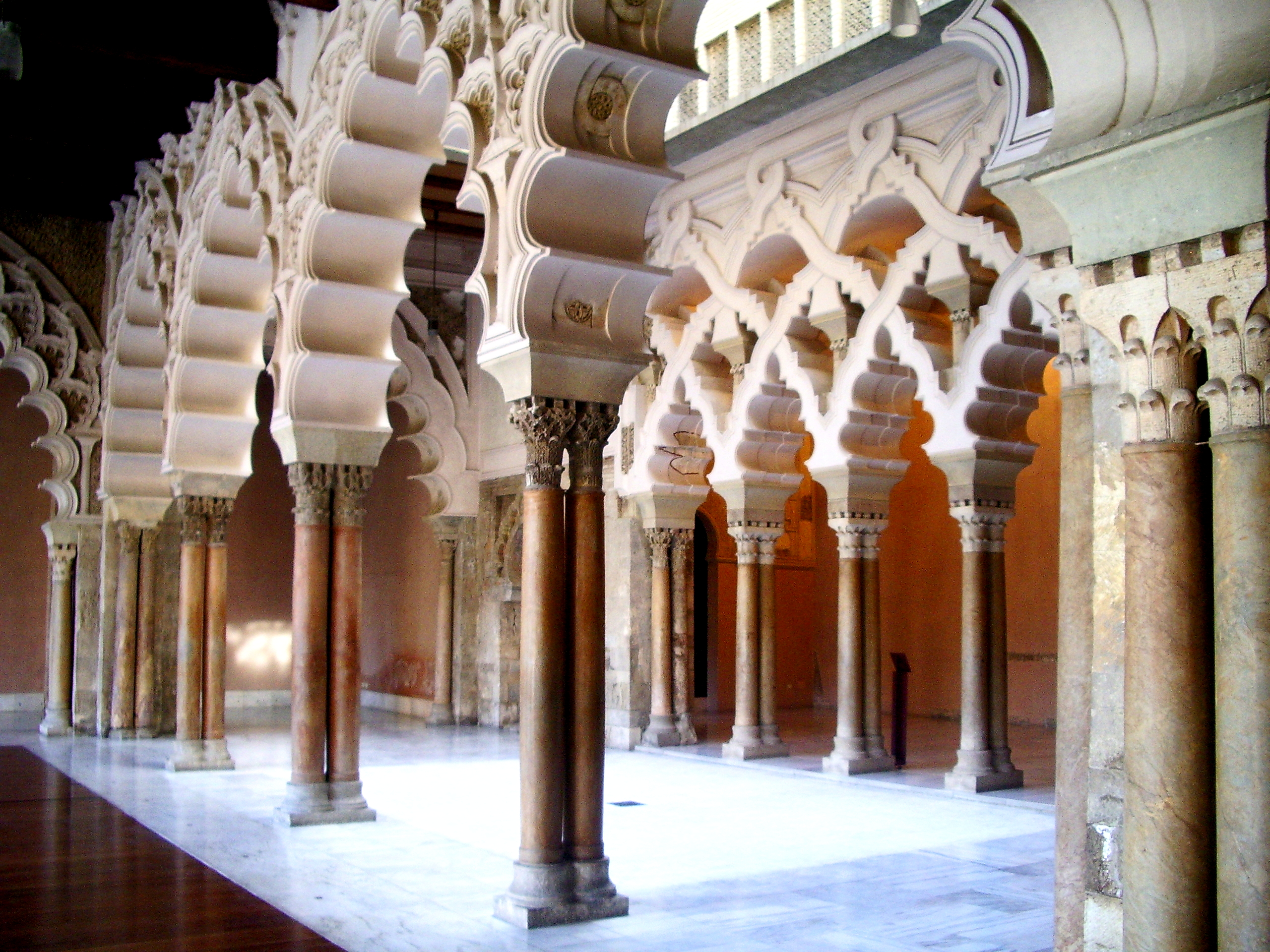
Estancias de La Aljafería, cenáculo de intelectuales.

En cuanto a los intelectuales judíos de estos años destaca el poeta satírico Moseh ben Yishaq ben at-Taqanah y Yusef ibn Hasday, que dedicó un panegírico a Semuel Ibn Nagrella hacia 1045.
Pero el máximo esplendor de la corte zaragozana coincide con su esplendor político y se produce en la segunda mitad del siglo XI con los reinados de Al-Muqtádir (1046-1081), Al-Mu'tamin (1081-1085) y Al-Musta'in II (1085-1110), continuando con la regencia almorávide hasta la conquista cristiana en 1118.
Son los años de la erección de La Aljafería, en cuyos salones se situó el centro de la vida literaria y científica del reino, gracias al impulso que le dio el patronato del rey poeta, filósofo y matemático Al-Muqtádir. Uno de los funcionarios de su corte, el muladí Abu Amir ibn Gundisalb (o Gundisalvo), alcanzó el rango de gran visir y compuso poesía encomiástica y satírica. Otro de sus visires letrados fue el judío convertido al islam Abu l-Fadl Hasday ibn Hasday, que mantuvo su cargo de gran visir con los sucesivos monarcas Al-Mutamin y Al-Mustain II. Nacido en Zaragoza hacia 1050 e hijo del citado poeta Yusef ibn Hasday, fue un notable escritor y orador en árabe y hebreo, y poseía una extensa formación literaria, filosófica y científica. Accedió al cargo de gran visir hacia 1077 y lo mantuvo durante unos 35 años. Katib o secretario de Al-Muqtádir fue Abu l-Mutarrif ibn ad-Dabbag, que destacó en el género epistolar. Poetas destacados de su corte fueron Abu abd as-Samad as-Saraqusti e Ibn as-Saffar as-Saraqusti.
En esta época también recalaron en la corte de Zaragoza literatos exiliados de sus taifas por diversas razones, frecuentemente políticas. Uno de los primeros fue Al-Bayi, quien, de orígenes humildes, destacó en el campo del derecho y se hizo célebre por sus elegantes epístolas en prosa rimada redactadas en nombre del rey y dirigidas a importantes personalidades de la época como el rey de Sevilla, Al-Mutádid, o el de Toledo, Al-Mamún. A la muerte del gran rey Al-Muqtádir, Al-Bayi le dirigió una emocionada elegía. Estudió filología y jurisprudencia en Zaragoza para posteriormente marchar a Bagdad para completar su formación durante trece años. Mostró conocimiento de la lógica aristotélica y la filosofía pura, y su obra Risala-al-hudud (Tratado de los límites) estableció relaciones entre el derecho y las tradiciones.
El poeta Ibn al-Haddad cultivó la poesía heroica y panegírica, celebrando las victorias de Al-Muqtádir sobre su hermano Yusuf al-Muzaffar de Lérida (seguramente la que le costó el trono hacia 1080) y sobre Ibn Rudmir, es decir, Sancho Ramírez, rey de Aragón (a quien tomó varias fortalezas en 1079 y 1080).
En el ámbito científico destacó el médico cordobés Amr ibn Abd al-Rahman al-Kirmani (h. 975-1066) que, durante las guerras civiles, viajó a Bagdad y regresó a al-Ándalus atraído por la fama de Al-Muqtádir, viviendo allá hasta su muerte. Al-Kirmaní, también matemático y filósofo, difundió en Zaragoza una importantísima enciclopedia traída de Oriente, la Enciclopedia de los Hermanos de la Pureza (comparable a L'Encyclopédie de Diderot y D'Alembert en el Siglo de las Luces), de raigambre chiita y que desarrollaba todos los aspectos del saber de la época a la luz de un neoplatonismo místico filosófico que influyó en todos los filósofos zaragozanos incluido Avempace.
Cercanos a la corte y protegidos por Ibn Hasday encontramos al gran filósofo judío Ibn Paquda (h. 1040- h. 1110) que fue juez religioso o dayyan de su comunidad en Zaragoza. Compuso una treintena de poemas litúrgicos, algunos en metros arabizantes, pero destaca sobre todo por su filosofía moral, materia de la que se ocupa su libro escrito en árabe Kitab al-hidayah ila faraid al-qulub o Libro del buen camino hacia los deberes de los corazones, difundida en la versión hebrea de Yehuda ben Tibbon con el título de Sefer torah hobot ha-lebabot o Libro de la doctrina de los deberes de los corazones. Este tratado, con componentes doctrinales, místicos y ascéticos, influyó de forma notable en la evolución de la ética judía, tanto por su contenido como por su estilo.

El teorema de Ceva, descubierto por Al-Mutaman.

Los sucesores de Al-Muqtádir mostraron una igual o incluso mayor vocación de mecenazgo de las letras y las ciencias. Su hijo, Al-Mutaman, superó a su padre como matemático, redactando incluso un tratado de geometría titulado Kitab al-istikmal, o Libro del perfeccionamiento, en el que intenta mejorar, en ocasiones con éxito, la elegancia de las demostraciones de diversos teoremas. Es de mencionar la breve estancia zaragozana (1082-1084) del famosísimo Ibn Ammar (el Abenámar de los cristianos), amigo y poeta áulico de Al-Mutámid de Sevilla, que se enemistó con él y lo mató con sus propias manos el 8 de noviembre de 1084.
El cuarto monarca hudí, Al-Musta'in II contó con el poeta zaragozano más importante del siglo XI, Al-Yazzar as-Saraqusti, conocido por su oficio y apelativo "Yazzar", es decir, "el carnicero". Es uno de los ejemplos de ascenso social de la sociedad andalusí, pues llegó a poeta aúlico y secretario-visir con Al-Mutaman y Al-Mustaín II. Escribió panegíricos a estos reyes, pero destaca sobre todo en el género burlesco, como autor de conocidos epigramas, como aquel en el que, quejándose a Ibn Hasday de la poca recompensa que obtenía por sus poemas, exalta su bajo oficio de carnicero describiéndolo como parodia del estilo de la poesía bélica y heroica:
¡Cuánto perro y cuánto gato dio noticias de nuestras hazañas!, ¡nosotros,
que hemos alcanzado el corazón de la gloria! (...)
Hemos atacado a las hordas caprinas
hasta el punto de infundir en ellas pánico, terror,
y no rehuimos jamás aquellas razas taurinas
hasta haber conseguido mezclar sus babas con la roja sangre...
Son también notables sus diez moaxajas, casi todas de tono lírico y tema amoroso, dos de las cuales incluyen jarchas o estrofa final escrita en romance andalusí. Esta lengua, un dialecto románico del latín vulgar, impropiamente bautizado como mozárabe, era hablada por los árabes para comunicarse con los cristianos y acabaron incorporándola a su poesía con las innovaciones de la lírica hispanoárabe del siglo XI.
He aquí como muestra dos jarchas de Al-Yazzar as-Saraqusti:
| Mámma, ést' al-gulám la búd kullu liyya halál au harám. Madre, este mocito ha de ser todo mío por las malas o por las buenas. | Qued amey fillol alieno ed él a' mibi, quéred-lo de mib vetar su arraquib. ¡Porque amé a un muchacho ajeno y él a mí me lo quiere esconder su cuidador! |

En cuanto a literatos y científicos judíos, destaca el médico Yonah ben Yishaq ibn Buqlaris, que compuso en 1106 un notable tratado sobre medicamentos simples, el Kitab al-Mustaini, o Libro de Al-Mustaín (así llamado por estar dedicado al soberano), en el que recoge los nombres en romance andalusí (la lengua mal llamada mozárabe) de numerosas plantas medicinales. El poeta y filólogo hebreo Levi ben Yacub ben at-Tabban fue uno de los más importantes gramáticos y escribió poesía hímnica y penitencial, en la que encontramos un ejemplo curioso de testimonio de los sufrimientos de la comunidad judía tras la conquista de Alfonso I el Batallador, lo que sitúa su muerte más allá de 1118.

#### La continuidad cultural con el gobierno almorávide

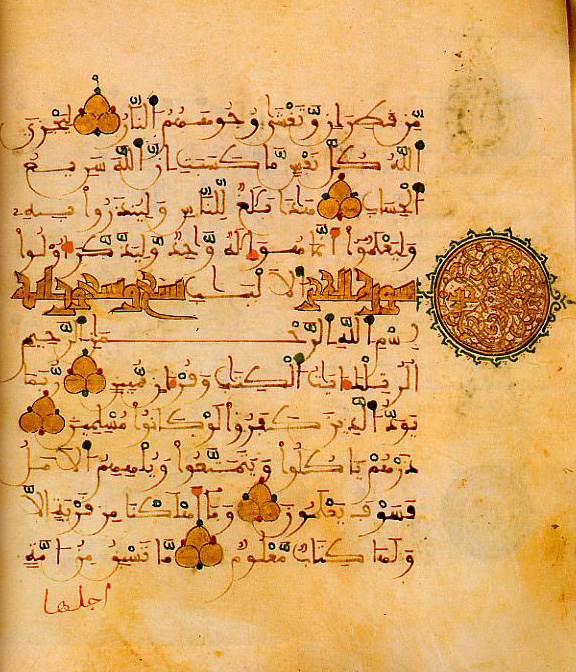
Corán andalusí.

La ocupación almorávide de Zaragoza no supuso, al contrario que en otras taifas andalusíes, una ruptura profunda de la tradición cultural, pues la relativa autonomía que mantuvieron los gobernadores zaragozanos mantuvo la continuidad con la cultura hispanoárabe anterior a la llegada de los nuevos dominadores berberiscos. De hecho, el segundo gobernador almorávide, Ibn Tifilwit (1115-1117), volvió a rodearse de literatos y científicos y a instalarse en los salones de la Aljafería rodeado de lujo en una corte de poetas y filósofos, donde destacaron Ibn Jafaya de Alcira (m. 1138) y Abu Bakr Muhammad ibn Yahya ibn Saig ibn Bayyá, esto es, el gran filósofo andalusí Avempace.
Ibn Jafaya es uno de los más importantes poetas del periodo almorávide. Cultivó un estilo manierista con el que recreaba ambientes exquisitos, como en las descripciones de jardines que le valieron el apodo de Al-Yannan ("el jardinero"). Tras la conquista cristiana se retiró a sus fincas levantinas, donde llevó una vida alejada de la política y dedicada a explotar sus huertas y a componer poesía. Su estilo ejerció tal influencia en los poetas andalusíes posteriores que fue el modelo de todos ellos hasta el final del Reino de Granada.
En cuanto a Avempace (1070/1090-1139), se trata de una de las figuras más importantes del islam español. Destacó como músico, poeta, médico, botánico, físico y matemático además de filósofo. Su pensamiento supone un esfuerzo por conciliar el racionalismo aristotélico con la tradición de la sabiduría teológica islámica. El resultado es un personal racionalismo místico que supone el punto de partida de Averroes, que tomó muchas de sus líneas filosóficas del zaragozano. Fue valorado entre sus contemporáneos como el más importante filósofo de su tiempo, aunque la escasa sistematización de sus escritos y la pérdida de sus obras más importantes, así como el hecho de no ser conocida su filosofía en el occidente cristiano, lo relegaron al olvido hasta que se volvieron a hallar manuscritos de su obra ya en el siglo XX.

### Recursos
- Wikimedia Commons alberga una categoría multimedia sobre Taifa de Zaragoza.
- Recreación virtual del plano de Saraqusta Archivado el 18 de junio de 2008 en Wayback Machine..
- Atlas de Historia de Aragón: Época Islámica.
- Versión antigua del Atlas de Historia de Aragón: Época Islámica.
- Agustín Ubieto Arteta, Cómo se formó Aragón. (Atlas histórico).
- «Los musulmanes en Aragón» en la Gran Enciclopedia Aragonesa en línea Archivado el 19 de abril de 2009 en Wayback Machine..
- Diversos estudios históricos por comarcas de Aragón (enlace roto disponible en Internet Archive; véase el historial, la primera versión y la última).
- Diversos artículos en el Simposio Internacional sobre «El Cid en el Valle del Jalón» publicado por la Institución Fernando el Católico
- Cronología sinóptica de la Zaragoza islámica Archivado el 5 de diciembre de 2010 en Wayback Machine..

- Datos: Q33061
- Multimedia: Taifa of Zaragoza / Q33061